# Sarm East Studios
Sarm East Studios era uno studio di registrazione originariamente situato ad Osborn Street a Brick Lane a Londra.

## History
Lo studio è stato fondato da Jill Sinclair e suo fratello John con l'aiuto degli ingegneri Mike Stone e Gary Lyons nel 1973. In precedenza era chiamato The City of London Recording Studios. Ospitò artisti come Queen, Madonna, Clash, Depeche Mode, Rush, Yes, ABC, INXS, Frankie Goes to Hollywood, Seal e gli Hoosiers.
La SARM East fu in seguito di proprietà di SPZ Group, una holding di proprietà di Jill Sinclair e di suo marito, il produttore Trevor Horn. Venne chiuso alla fine degli anni '90, ma il Sarm Music Village appartenente al gruppo SPZ continuò la sua eredità.

## Equipment
Lo studio aveva una console di missaggio SSL 4000E e fu uno dei primi a Londra a installarne una. L'SSL sostituì una precedente console Trident con l'automazione Allison.
I multitraccia erano due Studer A80 (da sostituire in seguito da Studer A800 Mk III) con Dolby A e il mixer era uno Studer A80 con headblock da 1/2" e Dolby A. L'attrezzatura esterna includeva:
- Eventide H910 Harmonizer
- Survival Projects panner
- Lexicon 224 digital reverb
- UREI 1176 compressors
- AMS digital delay

## Artisti che hanno registrato presso lo studio
- ABC
- Alison Moyet
- Art of Noise
- Brian May
- Bros
- The Buggles
- The Clash
- Dina Carroll
- Dollar
- Flintlock
- Frankie Goes To Hollywood
- Grace Jones
- It Bites
- Lucio Battisti
- Malcolm McLaren
- Nik Kershaw
- Propaganda
- Queen
- Rush
- Rik Mayall
- Stephen Duffy
- Yes
- Billy Squier (Parts of the Enough is Enough album 1986)